# William Guthrie
William Douglas Guthrie (* 17. Januar 1967 in Philadelphia) ist ein ehemaliger US-amerikanischer Profiboxer und Weltmeister der IBF im Halbschwergewicht.

## Karriere
Guthrie wuchs als ältestes von vier Geschwistern in schwierigen Verhältnissen in St. Louis auf. Schon in den eigenen Familienkreisen kam er mit Drogen in Kontakt, war aber nebenbei ein äußerst erfolgreicher Amateurboxer. Bei den National Golden Gloves gewann er 1984 und 1986 Silber, sowie 1985 Gold im Mittelgewicht. Bei den US-Meisterschaften erkämpfte er zudem 1985 und 1988 Bronze, sowie 1986 Silber. Seine Niederlagen erlitt er unter anderem gegen Darin Allen und Anthony Hembrick. Aufgrund eines positiven Drogentests durfte er nicht an den Olympischen Spielen 1988 teilnehmen. Nach seinem Rauswurf aus der Nationalmannschaft wechselte er 1989 zu den Profis.
Er gewann 24 Kämpfe in Folge, davon 21 vorzeitig. Zwischenzeitlich war er aufgrund Drogenbesitzes auch inhaftiert. Im November 1995 besiegte er beim Kampf um die US-Meisterschaft Richard Frazier, einen späteren WM-Herausforderer von Roy Jones junior, durch K. o. in der vierten Runde. In seinem nächsten Kampf besiegte er zudem den ehemaligen US-Meister Tim Hillie nach Punkten. Einen weiteren vorzeitigen Sieg errang er im Juni 1996 gegen Ramzi Hassan, Ex-WM-Herausforderer von Virgil Hill und Michael Moorer.
Am 19. Juli 1997 gewann er in Kalifornien den vakanten IBF-WM-Titel durch einen vorzeitigen Sieg in der dritten Runde gegen Darin Allen, Amateurweltmeister von 1986. In seiner ersten Titelverteidigung im Februar 1998 verlor er jedoch durch einen schweren K. o. in der fünften Runde gegen Reggie Johnson und musste mit einer Bahre aus dem Ring getragen werden. Auch seinen nächsten Kampf gegen Michael Nunn verlor er vorzeitig. Nach vier Aufbausiegen unterlag er 2002 beim Kampf um die Nordamerika-Meisterschaft im Cruisergewicht gegen WM-Herausforderer Ravea Springs. Anschließend blieb er wieder in sieben Kämpfen ungeschlagen.
Im Juli 2006 gewann er die Internationale IBF-Meisterschaft im Cruisergewicht gegen Luke Munsen. Nach einem folgenden Sieg, einer Niederlage und einem Unentschieden, beendete er seine Karriere 2007.
| Vorgänger             | Amt                                                                       | Nachfolger     |
| --------------------- | ------------------------------------------------------------------------- | -------------- |
| Dariusz Michalczewski | Boxweltmeister im Halbschwergewicht (IBF) 19. Juli 1997 – 6. Februar 1998 | Reggie Johnson |